# Kremace

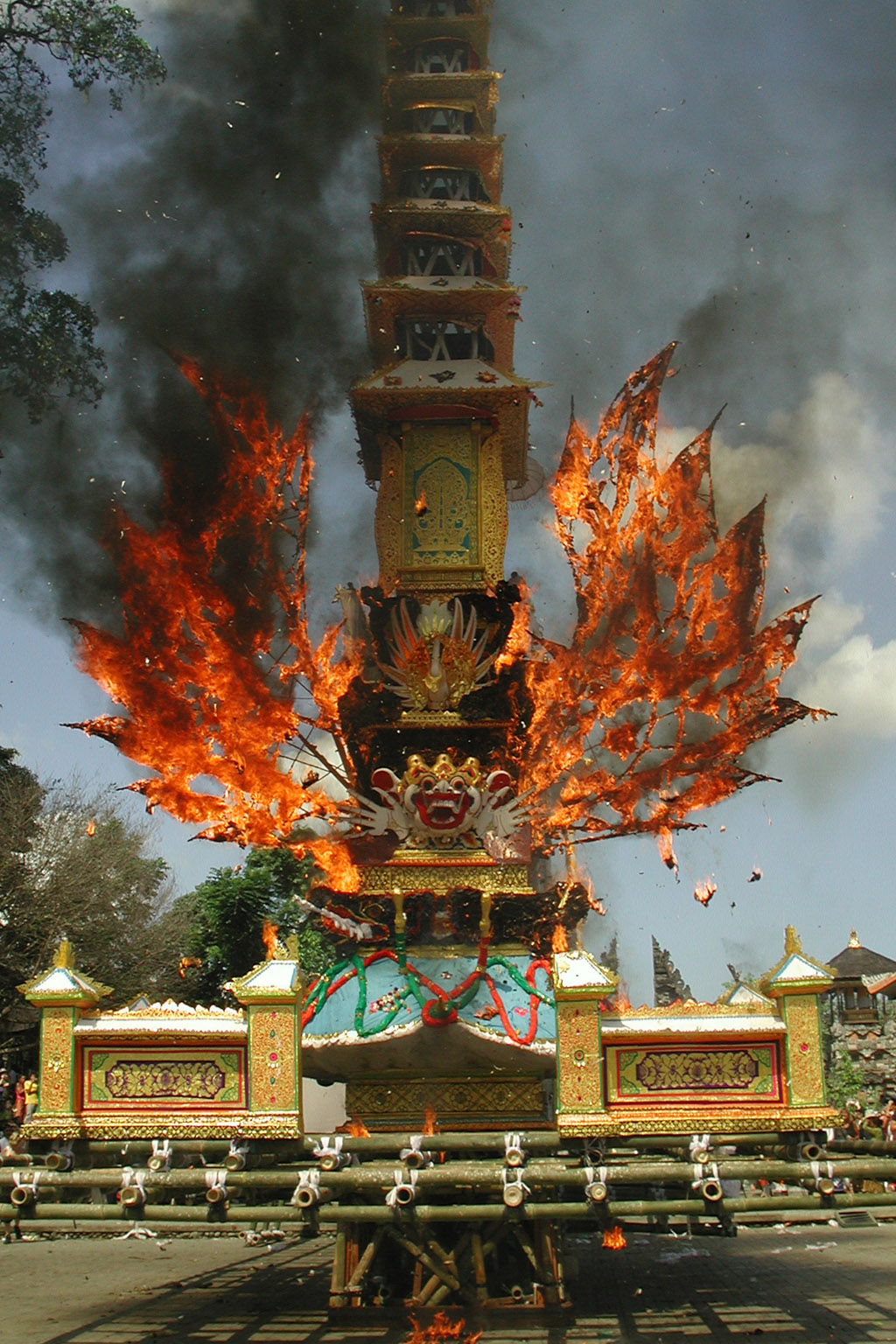
Hinduistická slavnostní veřejná kremace na Bali

Kremace (z lat. cremare - spalovat) neboli žeh, zpopelnění (synonyma cinerace, incinerace (z lat. cinis, gen. cineris popel), nekrokaustie (z řec. nekros – mrtvola a kausis – (s)pálení) je obřadné spálení těla zemřelého. Lidské ostatky jsou pak zpravidla uloženy v urnách, někdy bývají rozptýleny na rozptylové loučce, ale před tím je možné uchovat část popela v miniurně anebo zatavit popel do památečního skla, což je nový a moderní způsob zachování památky na zesnulého. Zřídka byly v dějinách také vysypány do řeky či moře nebo rozptýleny na veřejnosti neznámém prostranství, aby po zemřelém nezůstal žádný hmotný pozůstatek nebo památník, jenž by se mohl stát předmětem úcty (viz případy mistra Jana Husa, Adolfa Eichmanna či Rudolfa Slánského). Kremace je poměrně starý způsob pohřbu, viz např. kultury popelnicových polí. Do středověku se kremace prováděly na hranicích, dnes v rozvinutých zemích v krematoriích.
Za jeden z nejstarších příkladů kremace se považuje tzv. Mungo Lady z Austrálie. Stáří pozůstatků ženy po kremaci se odhaduje na asi 42 000 let.

## Kremace a náboženství

### Křesťanství
S příchodem křesťanství do Evropy pohřeb žehem upadl v nemilost a pomalu mizel. Ke křesťanství totiž patří víra ve zmrtvýchvstání zemřelých a kremace byla zpočátku považována za popření této víry. Spalování mrtvých zakazuje dekret Karla Velikého z roku 789. Ve středověku fungovalo upálení jako trest smrti.  Se vzrůstem velkoměst však začalo ubývat místa pro hřbitovy, a tak se v 19. století začalo s průmyslovým zpopelňováním zemřelých. V roce 1874 byl v Itálii přijat zákon, který jako první v křesťanském světě povolil zpopelňování zesnulých a již o dva roky později bylo v Miláně postaveno první krematorium.
Katolická církev ještě v první polovině 20. století kremaci přísně zakazovala a i dnes preferuje klasický pohřeb do země. Kremace je jí tolerována za předpokladu, že nebyla zvolena jako manifestace nebožtíkova rozchodu s katolickou naukou o posledních věcech člověka (např. v otázce nesmrtelnosti duše atd.). Uchovávání popelu zemřelých doma či jeho rozptylování v přírodě se však zakazuje - popel zbylý po kremaci má být uchováván na posvěcených místech k tomu určených (tedy typicky na hřbitovech).
Ani pravoslavná církev není pohřbům žehem příliš nakloněna.

### Judaismus
Kremace je pro Židy nepřijatelné nakládání s lidskými ostatky a již od starověku je zakázána halachou na základě biblických pramenů.

### Islám
V Islámu platí přísný zákaz kremací a jsou vyžadovány všechny rituály islámského pohřbu.

## České země
Na území rakouské monarchie platil do roku 1918 absolutní zákaz pohřbívání žehem. Od roku 1899 šířila propagaci kremace Společnost pro spalování mrtvol. Po jejím zániku to byl spolek „Krematorium“, založený roku 1909, dnes Společnost přátel žehu, jejímž prvním předsedou byl básník a dramatik Jaroslav Kvapil. V Liberci postavené krematorium německým spolkem Die Flamme tak mohlo zahájit činnost až po vyhlášení samostatnosti Československa. Do té doby se museli případní zájemci nechat zpopelnit v Německu, nejčastěji v Žitavě.
V roce 1919 byl vydán zákon o pohřbívání ohněm, zvaný dle autora „Lex Kvapil“, účinný od 9. dubna 1919. Jeden z nejstručnějších zákonů nové republiky měl jen dva paragrafy: § 1 – Pohřbívání ohněm jest povoleno, § 2 – Provedením zákona je pověřen ministr veřejného zdravotnictví ve srozumění s ministrem vnitra a spravedlnosti. První pohřeb žehem v Praze se konal 23. listopadu 1921 v provizorním krematoriu na Olšanech.

## Spalovací pece
K masovému a nehumánnímu zpopelňování lidí docházelo ve spalovacích pecích v koncentračních táborech (např. v Osvětimi, v Čechách například v Terezíně).
Rakev s tělem se zpopelňuje při teplotě 1150 °C (1423 K, 2102 °F). Během kremace shoří velká část těla (obzvláště orgány a jiná měkká tkáň). Pozůstatky žehu tvoří asi pět procent původní hmotnosti těla a popel rakve. Kosti jsou zcela zpopelněny. Spálení obvykle trvá asi dvě hodiny.
Občas dochází při kremaci k podvodům tak, že rakev je před zpopelněním nahrazena lepenkovou krabicí, do které je tělo po smutečním obřadu (tajně) přemístěno. Důvodem je snížení nákladů – původní rakev je pak nabídnuta někomu jinému. Tento postup není legální, protože se děje bez souhlasu pozůstalých.
Před kremací již nemusí být z těla vyjmut kardiostimulátor.[zdroj⁠?!] Dříve[kdy?] to bylo nutné, kvůli tomu, že se kardiostimulátory mohly použít znovu a také kvůli konstrukci baterie, která při kremaci explodovala a mohla způsobit škody na čidlech kremačních pecí.
Běžné implantáty a šperky nejsou překážkou zpopelnění.